# 요한네스 린난코스키

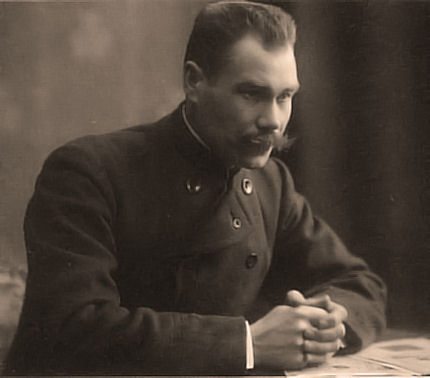
요한네스 린난코스키

요한네스 린난코스키(핀란드어: Johannes Linnankoski)라는 필명으로 잘 알려진 유하니 비흐토리 펠토넨(핀란드어: Juhani Vihtori Peltonen, 1869년 10월 18일 ~ 1913년 8월 10일)은 핀란드의 소설가, 웅변가이다. 러시아 제국에 대항하는 핀란드의 독립운동을 벌였으며, 그의 작품은 20세기 초의 핀란드 민족의식 형성에 중요한 역할을 하였다.

## 작품
- 《피처럼 붉은 꽃의 노래》(Laulu tulipunaisesta kukasta, 1905년)
- 《도망자들》(Pakolaiset, 1908년)